# Александер Слівка
Александер Слівка, або Александер Сливка (пол. Aleksander Śliwka, нар. 24 травня 1995, Явор) — польський волейболіст, догравальник, гравець збірної Польщі та польського клубу «Група Азоти ЗАКСА» (Кендзежин-Козьле).

## Життєпис
Грав у клубах SMS PZPS Spała (Спала, 2011—2014), АЗС Варшавська політехніка (AZS Politechnika Warszawska, нині «Проєкт»), 2014—2015), «Індикполь» (Ольштин, Indykpol AZS Olsztyn, 2016—2017), «Ассеко Ресовія» (Ряшів, Asseco Resovia Rzeszów 2015—2016, 2017—2018). Із сезону 2018—2019 є гравцем польського клубу ЗАКСА (Кендзежин-Козьле).

### Досягнення, відзнаки
Індивідуальні
- найкращий гравець і найкращий догравальник Ліги чемпіонів ЄКВ 2020—2021
- найкращий догравальник ПлюсЛіги 2015—2016[3]

У збірній
- Переможець Ліги націй 2023
- віцечемпіон світу 2022[4]

Клубні
- Переможець Ліги Чемпіонів 2021, 2022, 2023
- Чемпіон Польщі 2022
- Володар Кубка Польщі 2022, 2023